# Cylindronannopus primus
Cylindronannopus primus är en kräftdjursart som beskrevs av Coull 1973. Cylindronannopus primus ingår i släktet Cylindronannopus och familjen Pseudotachidiidae. Inga underarter finns listade i Catalogue of Life.